# バラード駅

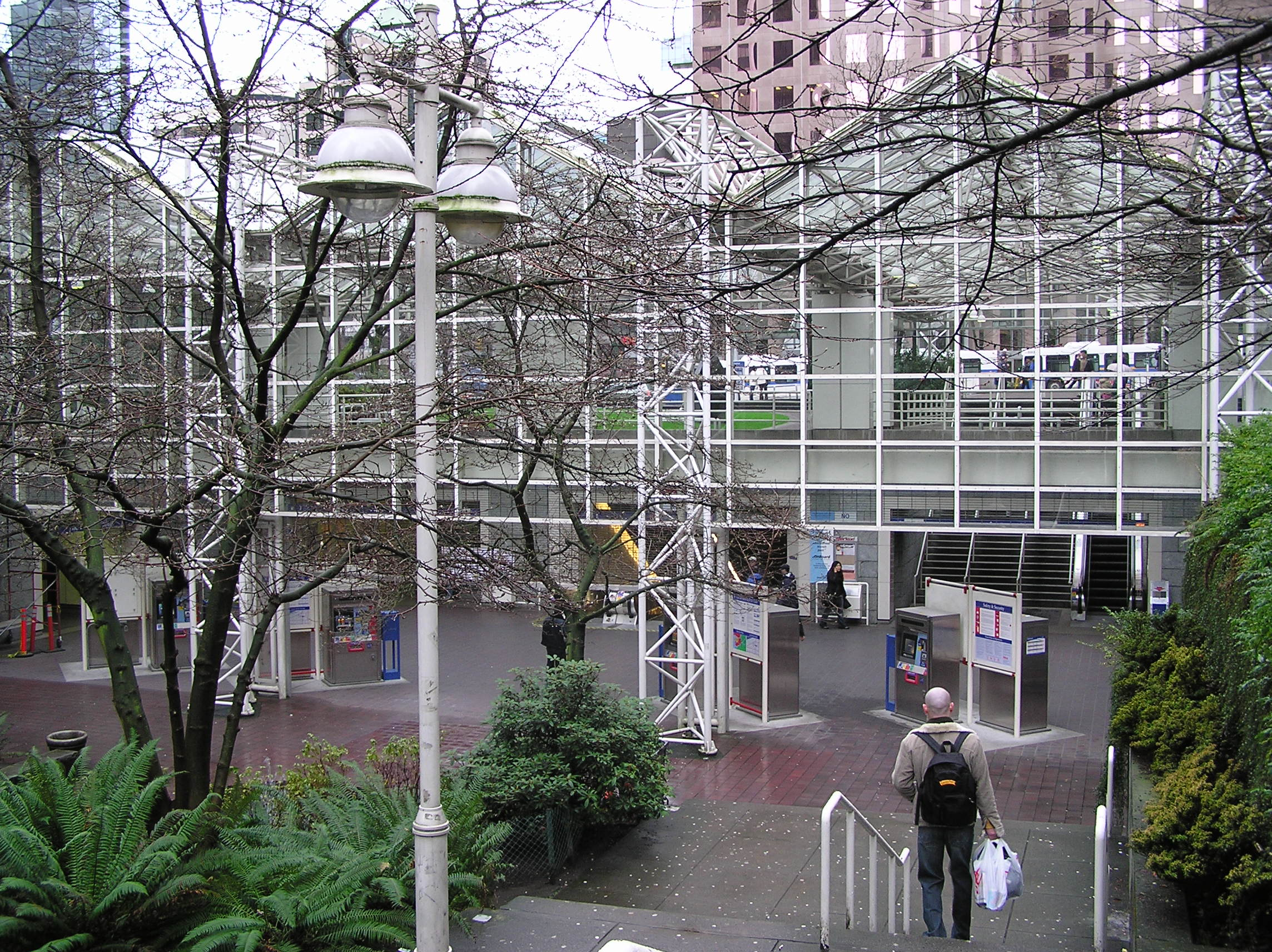
バラード駅西側の入口

バラード駅 （英: Burrard Station）は、カナダ・ブリティッシュコロンビア州・バンクーバーにある、スカイトレイン エキスポ・ライン の駅である。
1985年12月11日に開業した。

## 立地と構造
バンクーバーのダウンタウンの、金融街の中心に位置する地下駅である。バラード通りに面したところに所在しており、駅名はその同通りに由来する。ヴィクトリア朝時代を意識したガラス張りの屋根を備える駅舎は地上部分の面積が小さく、その下に地下3階建ての構造を有する。東側はバラード通りに面し、西側入口は小さな公園のようになっている。
周囲はまさにバンクーバーの中心部で、金融業者やホテル、商業施設などが多く立ち並んでいる。エスカレーターを降りてすぐの地下1階には、ベンタルセンターやロイヤルセンターといった近隣の商業ビルに繋がる地下通路も備える。ベンタルセンターへの地下道は開業時からのもので、のちにロイヤルセンターへと繋がった。
地下駅のホームは片側1面で、西方面行き（至ウォーターフロント駅）ホームが地下2階、東方面行き（至キングジョージ駅・VCCクラーク駅）ホームが地下3階と分かれている。
近隣の道路にはトランスリンクのバス路線発着所が無数にあり、中心部とメトロバンクーバー郊外とを結ぶ路線も数多い。

## 路線

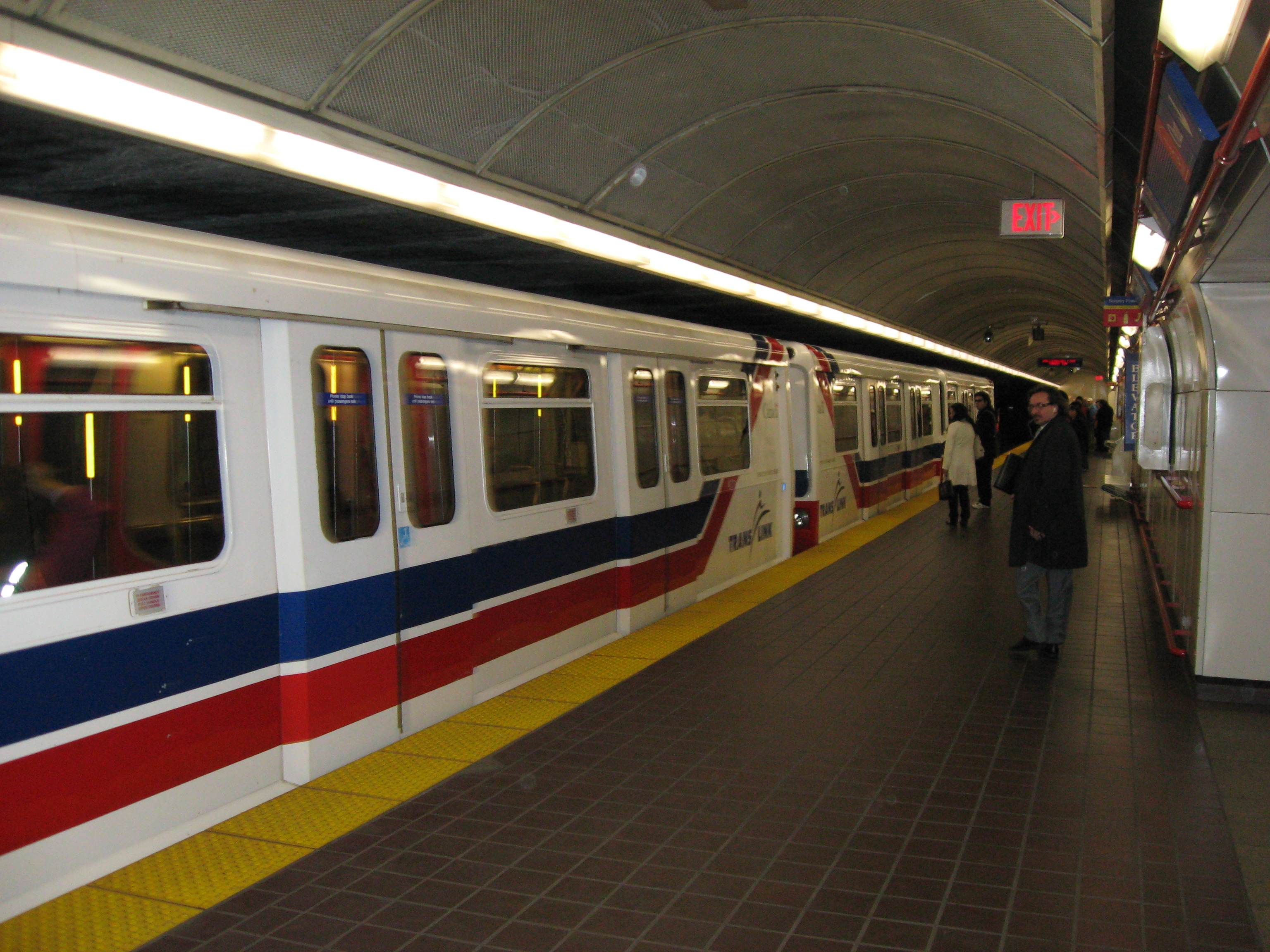
東方面行きホーム

エキスポラインが使用する駅である。またバス路線の発着所としての機能が強く、ノースバンクーバー・ウェストバンクーバー方面や、SFU・ポートコキトラム方面のバスの多くはここを始点としている。カナダラインの開業前は、ダウンタウンとリッチモンドを結ぶBライン98系統の発着所でもあった（現在は廃止）。
スカイトレイン
| ホーム | 路線            | 行先                                        |
| ------ | --------------- | ------------------------------------------- |
| 1      | ■エキスポライン | ウォーターフロント駅方面                    |
| 2      | ■エキスポライン | プロダクション・ウェイ-ユニバーシティ駅方面 |
| 2      | ■エキスポライン | キング・ジョージ駅方面                      |

バス路線
- 1番乗り場 - 2系統・マクドナルド通り-16番通り、22系統・マクドナルド通り、32系統・ダンバー通り、44系統・UBC行、C21系統・ビーチ通り（臨時）、N22系統・マクドナルド通り-ダンバー通り（深夜バス）
- 2番乗り場 - 210系統・アッパーリンバレー行、211系統・シーモア通り（臨時）、214系統・ブルーリッジ通り（臨時）、290系統・ディープコーヴ行（臨時）、292系統・アッパーリンバレー行（臨時）
- 3番乗り場 - 160系統・ポートコキトラム駅行、190系統・コキトラム駅行
- 4番乗り場 - 2系統・マクドナルド通り-16番通り、C21系統・ビーチ通り（臨時）
- 5番乗り場 - 22系統・ナイト通り、44系統・ダウンタウン巡回、N22系統・ダウンタウン巡回（深夜）
- 6番乗り場 - R5系統・SFU行

## 隣の駅
■ エキスポ・ライン
ウォーターフロント駅 - バラード駅 - グランビル駅